# Jeff Carter
Jeff Carter (1. leden 1985, London) je bývalý kanadský hokejový útočník. S Los Angeles Kings dvakrát získal Stanley Cup. Byl draftován v roce 2003 jako 11. hráč v první kole.

## Ocenění a úspěchy
- 2003 CHL – Top Prospects Game
- 2004 OHL – Druhý All-Star Tým
- 2004 MSJ – All-Star Tým
- 2005 AHL – Nejlepší střelec v playoff
- 2005 AHL – Nejproduktivnější hráč v playoff
- 2005 CHL – První All-Star Tým
- 2005 CHL – CHL Sportsman of the Year
- 2005 OHL – První All-Star Tým
- 2005 OHL – Trofej William Hanley
- 2015 MSJ – All-Star Tým
- 2015 MSJ – Nejlepší střelec
- 2009 NHL – All-Star Game
- 2009 NHL – Nejvíce vstřelených vítězných branek
- 2012 NHL – Nejlepší střelec v playoff
- 2012 NHL – Vítězný gól
- 2013 NHL – Nejvíce vstřelených vítězných branek
- 2017 NHL – All-Star Game

## Prvenství
- Debut v NHL – 5. října 2005 (Philadelphia Flyers proti New York Rangers)
- První asistence v NHL – 15. října 2005 (Philadelphia Flyers proti New York Islanders)
- První gól v NHL – 27. října 2005 (Philadelphia Flyers proti Florida Panthers, kanadskému brankáři Roberto Luongo)
- První hattrick v NHL – 3. dubna 2009 (Philadelphia Flyers proti Toronto Maple Leafs)

## Klubové statistiky
| Sezóna       | Klub                        | Soutěž       |       | Základní část | Základní část | Základní část | Základní část | Základní část |    | Play off | Play off | Play off | Play off | Play off |
| Sezóna       | Klub                        | Soutěž       | Z     | G             | A             | B             | TM            | Z             | G  | A        | B        | TM       |          |          |
| 2000–01      | Strathroy Rockets           | WOHL         | 49    | 27            | 20            | 47            | 10            | —             | —  | —        | —        | —        |          |          |
| 2001–02      | Sault Ste. Marie Greyhounds | OHL          | 63    | 18            | 17            | 35            | 12            | 4             | 0  | 0        | 0        | 2        |          |          |
| 2002–03      | Sault Ste. Marie Greyhounds | OHL          | 61    | 35            | 36            | 71            | 55            | 4             | 0  | 2        | 2        | 2        |          |          |
| 2003–04      | Sault Ste. Marie Greyhounds | OHL          | 57    | 36            | 30            | 66            | 26            | —             | —  | —        | —        | —        |          |          |
| 2003–04      | Philadelphia Phantoms       | AHL          | —     | —             | —             | —             | —             | 12            | 4  | 1        | 5        | 0        |          |          |
| 2004–05      | Sault Ste. Marie Greyhounds | OHL          | 55    | 34            | 40            | 74            | 40            | 7             | 5  | 5        | 10       | 6        |          |          |
| 2004–05      | Philadelphia Phantoms       | AHL          | 3     | 0             | 1             | 1             | 4             | 21            | 12 | 11       | 23       | 12       |          |          |
| 2005–06      | Philadelphia Flyers         | NHL          | 81    | 23            | 19            | 42            | 40            | 6             | 0  | 0        | 0        | 10       |          |          |
| 2006–07      | Philadelphia Flyers         | NHL          | 62    | 14            | 23            | 37            | 48            | —             | —  | —        | —        | —        |          |          |
| 2007–08      | Philadelphia Flyers         | NHL          | 82    | 29            | 24            | 53            | 55            | 17            | 6  | 5        | 11       | 12       |          |          |
| 2008–09      | Philadelphia Flyers         | NHL          | 82    | 46            | 38            | 84            | 68            | 6             | 1  | 0        | 1        | 8        |          |          |
| 2009–10      | Philadelphia Flyers         | NHL          | 74    | 33            | 28            | 61            | 38            | 12            | 5  | 2        | 7        | 2        |          |          |
| 2010–11      | Philadelphia Flyers         | NHL          | 80    | 36            | 30            | 66            | 39            | 6             | 1  | 1        | 2        | 2        |          |          |
| 2011–12      | Columbus Blue Jackets       | NHL          | 39    | 15            | 10            | 25            | 14            | —             | —  | —        | —        | —        |          |          |
| 2011–12      | Los Angeles Kings           | NHL          | 16    | 6             | 3             | 9             | 2             | 20            | 8  | 5        | 13       | 4        |          |          |
| 2012–13      | Los Angeles Kings           | NHL          | 48    | 26            | 7             | 33            | 16            | 18            | 6  | 7        | 13       | 14       |          |          |
| 2013–14      | Los Angeles Kings           | NHL          | 72    | 27            | 23            | 50            | 44            | 26            | 10 | 15       | 25       | 4        |          |          |
| 2014–15      | Los Angeles Kings           | NHL          | 82    | 28            | 34            | 62            | 28            | —             | —  | —        | —        | —        |          |          |
| 2015–16      | Los Angeles Kings           | NHL          | 77    | 24            | 38            | 62            | 20            | 5             | 2  | 0        | 2        | 4        |          |          |
| 2016–17      | Los Angeles Kings           | NHL          | 82    | 32            | 34            | 66            | 41            | —             | —  | —        | —        | —        |          |          |
| 2017–18      | Los Angeles Kings           | NHL          | 27    | 13            | 9             | 22            | 2             | 4             | 0  | 0        | 0        | 2        |          |          |
| 2018–19      | Los Angeles Kings           | NHL          | 76    | 13            | 20            | 33            | 42            | —             | —  | —        | —        | —        |          |          |
| 2019–20      | Los Angeles Kings           | NHL          | 60    | 17            | 10            | 27            | 36            | —             | —  | —        | —        | —        |          |          |
| 2020–21      | Los Angeles Kings           | NHL          | 40    | 8             | 11            | 19            | 22            | —             | —  | —        | —        | —        |          |          |
| 2020–21      | Pittsburgh Penguins         | NHL          | 14    | 9             | 2             | 11            | 0             | 6             | 4  | 1        | 5        | 4        |          |          |
| 2021–22      | Pittsburgh Penguins         | NHL          | 76    | 19            | 26            | 45            | 38            | 7             | 4  | 1        | 5        | 6        |          |          |
| 2022–23      | Pittsburgh Penguins         | NHL          | 79    | 13            | 16            | 29            | 30            | —             | —  | —        | —        | —        |          |          |
| 2023–24      | Pittsburgh Penguins         | NHL          | 72    | 11            | 4             | 15            | 12            | —             | —  | —        | —        | —        |          |          |
| Celkem v NHL | Celkem v NHL                | Celkem v NHL | 1 321 | 442           | 409           | 851           | 635           | 133           | 47 | 37       | 84       | 72       |          |          |

## Reprezentace
| Rok                       | Tým                       | Soutěž                    | Z  | G  | A  | B  | TM |
| ------------------------- | ------------------------- | ------------------------- | -- | -- | -- | -- | -- |
| 2002                      | Kanada Ontario            | WHCH-17                   | 6  | 5  | 3  | 8  | 4  |
| 2003                      | Kanada 18                 | MS-18                     | 7  | 2  | 4  | 6  | 2  |
| 2004                      | Kanada 20                 | MSJ                       | 6  | 5  | 2  | 7  | 2  |
| 2005                      | Kanada 20                 | MSJ                       | 6  | 7  | 3  | 10 | 6  |
| 2006                      | Kanada                    | MS                        | 9  | 4  | 2  | 6  | 2  |
| 2014                      | Kanada                    | OH                        | 6  | 3  | 2  | 5  | 2  |
| Juniorská kariéra celkově | Juniorská kariéra celkově | Juniorská kariéra celkově | 25 | 19 | 12 | 31 | 14 |
| Seniorská kariéra celkově | Seniorská kariéra celkově | Seniorská kariéra celkově | 15 | 7  | 4  | 11 | 4  |